# Comuna Slavne, Hornostaiivka
Slavne (în ucraineană Славне) este o comună în raionul Hornostaiivka, regiunea Herson, Ucraina, formată din satele Nova Blahovișcenka, Slavne (reședința) și Sofiivka.

## Demografie
Componența lingvistică a comunei Slavne
     Ucraineană (96,78%)
     Rusă (2,76%)
     Alte limbi (0,15%)
Conform recensământului din 2001, majoritatea populației comunei Slavne era vorbitoare de ucraineană (96,78%), existând în minoritate și vorbitori de rusă (2,76%).